# Wetarvijgvogel
De wetarvijgvogel (Sphecotheres hypoleucus) is een endemische vogelsoort die alleen voorkomt op Wetar (Zuid-Molukken, Indonesië). Tot in de jaren 1990 werd dit taxon als een ondersoort van de groene vijgvogel beschouwd.

## Status
Het is een niet zo algemene vogel in de regenwouden van het eiland. De grootte van de populatie is niet gekwantificeerd en over trends in aantallen is weinig bekend. In alle beboste delen van het eiland is de vogel waargenomen. De vogel komt alleen op dit eiland voor en daar vindt ontbossing plaats ten behoeve van mijnbouw, wegenaanleg en andere infrastructuur. Het tempo van de achteruitgang in populatie-aantallen is echter niet groot genoeg voor de status gevoelig, daarom is de status in 2015 veranderd in niet bedreigd op de Rode Lijst van de IUCN.